# Verhniv, Ivanîci
Verhniv (în ucraineană Верхнів) este un sat în comuna Bujanka din raionul Ivanîci, regiunea Volînia, Ucraina.

## Demografie
Componența lingvistică a localității Verhniv
     Ucraineană (99,69%)
     Alte limbi (0,31%)
Conform recensământului din 2001, majoritatea populației localității Verhniv era vorbitoare de ucraineană (99,69%), existând în minoritate și vorbitori de alte limbi.